# AZS UŚ Katowice
AZS US Katowice − związek sportowy Uniwersytetu Śląskiego w Katowicach.

## Informacje ogólne
- Pełna nazwa: Klub Uczelniany Akademickiego Związku Sportowego Uniwersytetu Śląskiego w Katowicach
- Adres: ul. Bankowa 12, 40-007 Katowice

AZS US Katowice posiada łącznie 45 sekcji sportowych i rekreacyjnych, z czego cztery to sekcje zawodowe. Klub może się poszczycić wieloma sukcesami sportowymi w Mistrzostwach Polski. Do najważniejszych sekcji należą:

## Siatkówka kobiet

### Występy
Drużyna siatkówki gra obecnie w III lidze.

### Skład drużyny
- Zabielny Krzysztof - trener
- Koczar Agnieszka – środkowa bloku
- Maj Marta – libero
- Podobińska Aleksandra – środkowa
- Guz Aleksandra – przyjmująca
- Kupis Magdalena – przyjmująca środkowa
- Helisz Joanna – środkowa
- Nawaryńska Magdalena – skrzydłowa przyjmująca
- Siemaszko Hanna – rozgrywająca
- Genzels Małgorzata – rozgrywająca
- Kowalska Karolina – skrzydłowa przyjmująca
- Ledeman Monika – środkowa

## Trójbój siłowy

### Sukcesy
- złoty medal w Mistrzostwach Polski Juniorów Młodszych w 2005 roku - Magda Jabłońska
- srebrny medal w Mistrzostwach Polski Juniorów w 2005 roku - Magda Jabłońska
- srebrny medal w Mistrzostwach Polski Juniorów w 2005 roku - Dariusz Nowak
- brązowy medal w Mistrzostwach Polski Juniorów w 2005 roku - Marcin Pszczel
- brązowy medal w Pucharze Polski w 2005 roku (drużynowo)

## Hokej na trawie

### Sukcesy
- złoty medal w Halowych Mistrzostwach Polski kobiet w 1984 roku
- złoty medal w Halowych Mistrzostwach Polski kobiet w 1985 roku
- złoty medal w Halowych Mistrzostwach Polski kobiet w 1986 roku
- złoty medal w Halowych Mistrzostwach Polski kobiet w 1987 roku
- złoty medal w Halowych Mistrzostwach Polski kobiet w 1990 roku
- złoty medal w Mistrzostwach Polski kobiet w 1984 roku
- złoty medal w Mistrzostwach Polski kobiet w 1985 roku
- złoty medal w Mistrzostwach Polski kobiet w 1986 roku
- srebrny medal w Halowych Mistrzostwach Polski kobiet w 1983 roku
- srebrny medal w Halowych Mistrzostwach Polski kobiet w 1989 roku
- srebrny medal w Halowych Mistrzostwach Polski kobiet w 1991 roku
- srebrny medal w Halowych Mistrzostwach Polski kobiet w 1993 roku
- srebrny medal w Mistrzostwach Polski kobiet w 1983 roku
- srebrny medal w Mistrzostwach Polski kobiet w 1988 roku
- srebrny medal w Mistrzostwach Polski kobiet w 1991 roku
- brązowy medal w Mistrzostwach Polski kobiet w 1982 roku
- brązowy medal w Mistrzostwach Polski kobiet w 1987 roku
- brązowy medal w Mistrzostwach Polski kobiet w 1989 roku
- brązowy medal w Halowych Mistrzostwach Polski kobiet w 1988 roku
- brązowy medal w Halowych Mistrzostwach Polski kobiet w 1992 roku